# 減算方式

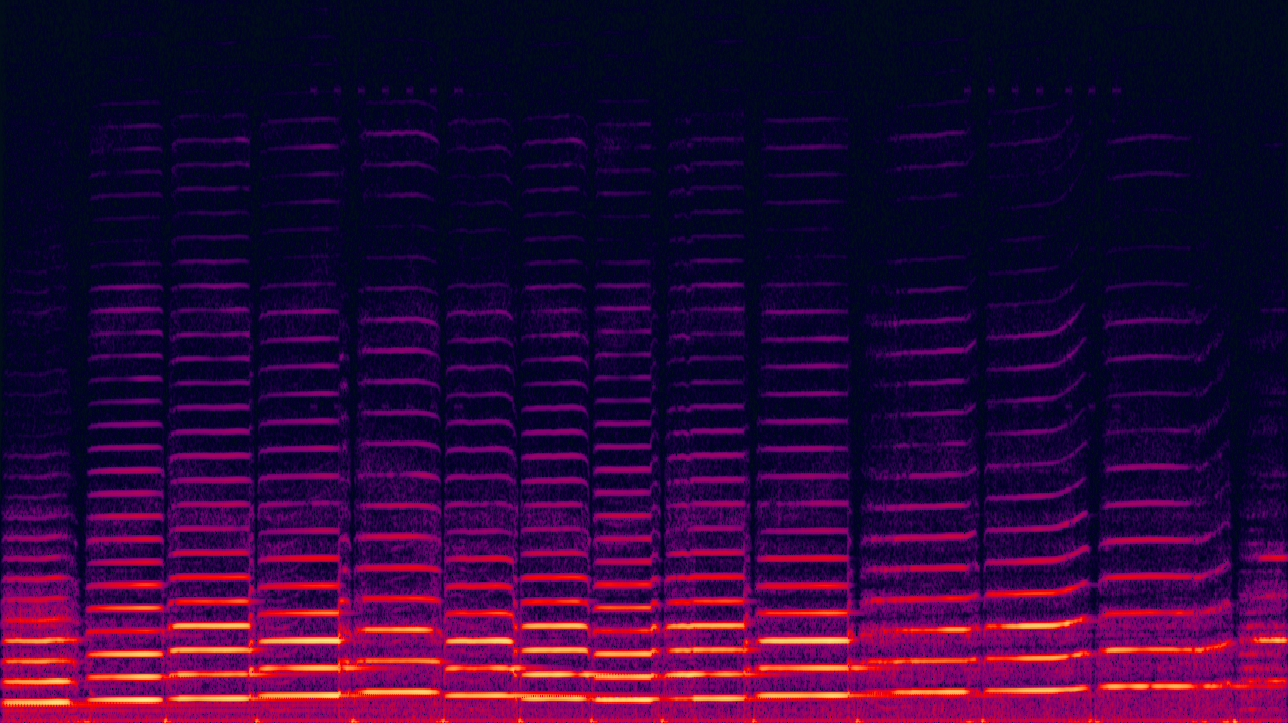
バイオリンのスペクトログラム。一般的に楽音は整数次倍音を中心に構成されるが、その分布は音色によって様々に異なる

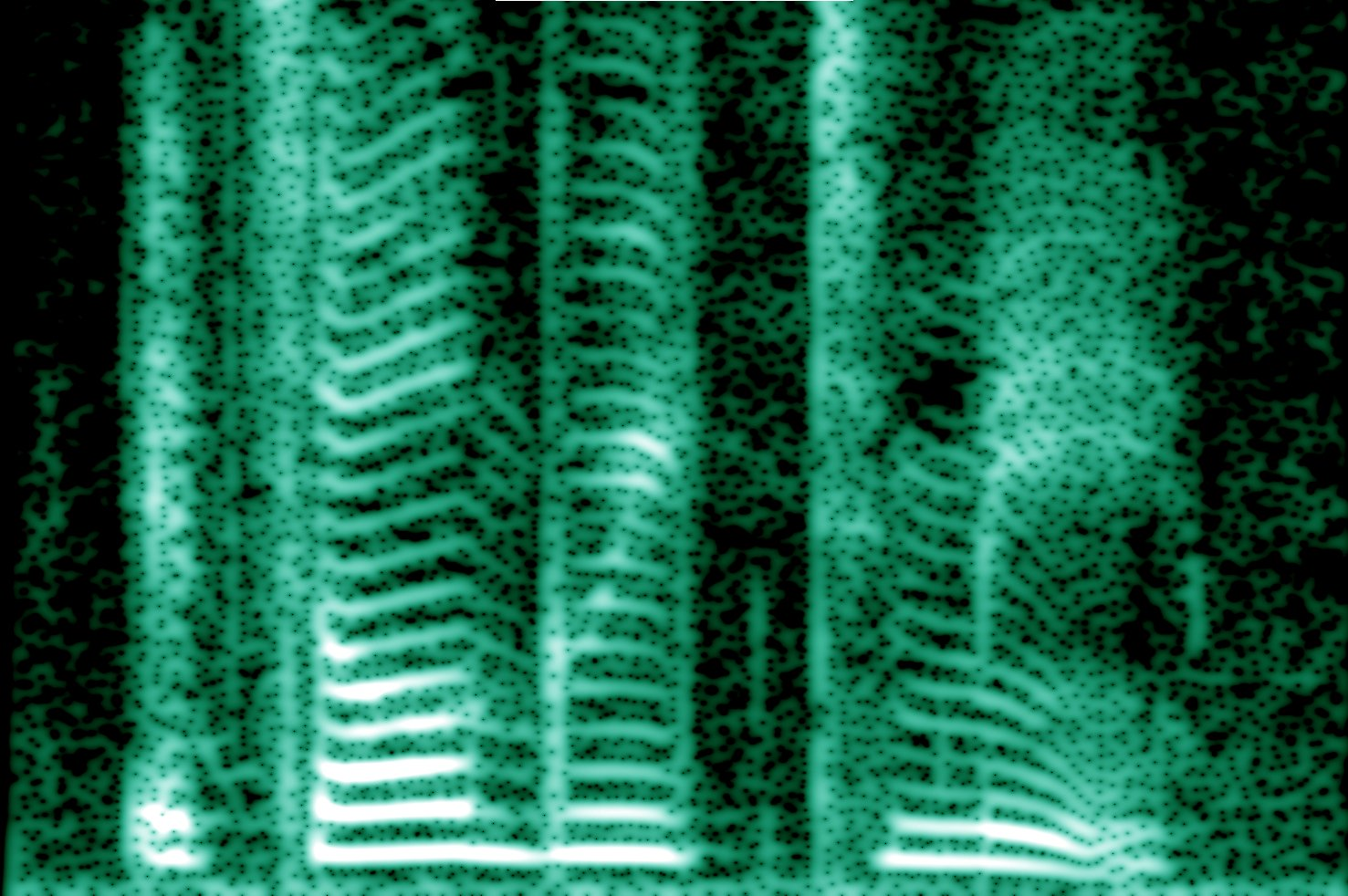
声のスペクトログラム。ソース・フィルタモデルでは、声門が生んだ周期振動を原音として、声道というフィルタがフォルマントを形成したものとみなされる

減算方式（げんざんほうしき）または減算合成（げんざんごうせい、英: subtractive synthesis）とは、原音から任意の周波数成分を減らすことで新たな音色を作る音響合成方式である。
対比される音響合成方式として、任意の周波数成分を加えることで新たな音色を作る、加算合成がある。

## 概要
フーリエの定理によれば、任意の周期関数は正弦波の級数で表せる（フーリエ級数）。これは音楽の分野では任意の音色が基音と倍音で成り立つこととも換言できる。この理論を音響合成に応用すれば、どんな音色もその倍音構成と同様の周波数・位相・振幅の正弦波を加算してゆけば近似できる（加算方式）。また逆に、倍音を豊富に含む原音を用意し、そこから倍音を取り除くことで目的の音色に近似させることもでき、これが減算方式と呼ばれる。減算方式では一般的に、原音には電子的な周期音やノイズが用いられ、「減算」には任意のフィルタ回路が用いられる。
概念的には、物理的な音響モデルであるソース・フィルタモデルの類縁として説明されることもある。ソース・フィルタモデルは音の発生メカニズムを声門など加振源と声道など共鳴器に分けて捉えるモデルであり、それぞれ減算方式での原音とフィルタに相当する。
減算方式は他の音響合成方式と比較すると、新たな倍音成分は作り出せないが、大幅な加工にも音高を維持しやすく、人間にとって結果を想像しやすい特徴を持つ。またフィルタ回路で比較的簡単に実装でき、多様な音源と併用できる。実際上には多くのフィルタ回路はなだらかな特性を持つため、こうしたフィルタ回路の音色の造形能力も同様に大まかなものになる。

## 楽器としての減算方式
減算方式を採用する典型的なシンセサイザーに、アナログシンセサイザーがある。アナログシンセサイザーは発振回路で基本波形を生成し、フィルタ回路で倍音成分を削り取り、増幅回路で音量調整して出力する仕組みを持つ。これら発振・フィルタ・増幅の各回路（VCO・VCF・VCA）はエンベロープ・ジェネレータやLFOといった回路からの変調信号によって時変制御されることで、より楽器らしい音色変化を作り出す。
アナログシンセサイザーの発振回路は任意の音高の正弦波、三角波、のこぎり波、矩形波、パルス波、またホワイトノイズのような波形を生成する。こうした波形はベルのような金属音を構成する非整数次倍音を含まないため、複数波形の加算合成やリング変調が併用されることもある。
| 名称                | 正弦波   | 三角波 | のこぎり波 | 矩形波 | パルス波                     | ホワイトノイズ   |
| ------------------- | -------- | ------ | ---------- | ------ | ---------------------------- | ---------------- |
| 含む倍音            | 基音のみ | 奇数次 | 奇・偶数次 | 奇数次 | 奇・偶数次                   | 噪音（基音なし） |
| 振幅分布（n次倍音） | -        | 1/n2   | 1/n        | 1/n    | sin(πnd)/n, (d=デューティ比) | 確率的に一様     |

アナログシンセサイザーのフィルタには、ローパスフィルタやハイパスフィルタ、バンドパスフィルタやノッチフィルタが用いられる。これらフィルタは遮断周波数が可変で、Q値を上げることで遮断周波数付近を任意量共振（レゾナンス）させることができる。レゾナンスと遮断周波数の変調を伴わせることで、独特のスイープ音が生み出される（音声サンプルの例を参照）。
より特殊なタイプのシンセサイザーには、櫛形のコムフィルタや、人間の声道共鳴（調音）の特性を模したフォルマントフィルタ（Vowelフィルタ）が用いられることもある。帯域別の並列バンドパスフィルタ（フィルタバンク）を用いたものにヴォコーダーがあり、ヴォコーダーは変調用のボーカルマイク等音声を解析用フィルタバンクに通してスペクトル情報を取り出し、これをシンセサイザー等音声の通る合成用フィルタバンクの増幅制御に用いることで、フォルマントや摩擦音変化を反映した減算合成を行う。

## 利用の歴史
減算方式は古くは1930年代のトラウトニウムやハモンド・ノバコードに採用された。トラウトニウムは1930年にベルリン芸術大学のフリードリヒ・トラウトバインによって発明され、フォルマントを模した複数のフィルタを備えており、1932年に市販された。ノバコードは1939年に発売され、フィルタによる5つの帯域のミックスとブライトネスの調整、キーボード・トラッキングを備えていた。いずれもいくつかのクラシック音楽や映画音楽に用いられたが、商業的には成功せず、3～4年で販売期間を終了した。
同時期の1930年代にヴォコーダーが音声通信用に発明され、1940年代にはベルナー・マイヤー＝エプラーの提案によって電子音楽への応用が模索され始めたが、実践的な利用は1969年にブルース・ハークが自作のヴォコーダーFaradを用いた『エレクトリック・ルシファー』が嚆矢とされる。音楽用ヴォコーダーは奏でる楽器というより声を楽音に乗せる装置であり、非常に高価であったが、1978年には鍵盤・音源・マイクロフォンを一体化し演奏可能なヴォコーダーのコルグ・VC-10が登場し、15万5千円の低価格で発売されるなど手の届くものになってゆく。
1960～1970年代にはソリッドステート・電圧制御式のVCO・VCF・VCAを用いたアナログシンセサイザーがモーグ、ブックラ、アープなどから登場した。ウォルター・カルロスの『スイッチト・オン・バッハ』（1968年）や冨田勲の『月の光』（1974年）といったクラシックの翻案作品に用いられて世に認知され、ELPのキース・エマーソンらによってロック・ミュージックにも取り入れられた。1995年にはクラビア・Nord Leadによってデジタル信号処理でアナログシンセサイザーを再現するバーチャルアナログ音源が登場した。
1970～1980年代以降はデジタルシンセサイザーの分野が発展し、減算方式は音色加工機能の1つとして応用された。その多くはアナログシンセサイザーのVCFを踏襲したものである。応用例にはRMI Harmonic Synthesizer（1974年）のデジタル加算方式や、E-mu Emulator（1981年）などのサンプラー、コモドール64（1982年）のSID音源、コルグ・DW-6000（1984年）のD.W.G.S.音源、GS・XG・GM2規格のMIDI音源がある。撥弦楽器や打楽器の物理モデリングの一種であるKarplus–Strongアルゴリズムも減算方式の応用とみなされることがある。

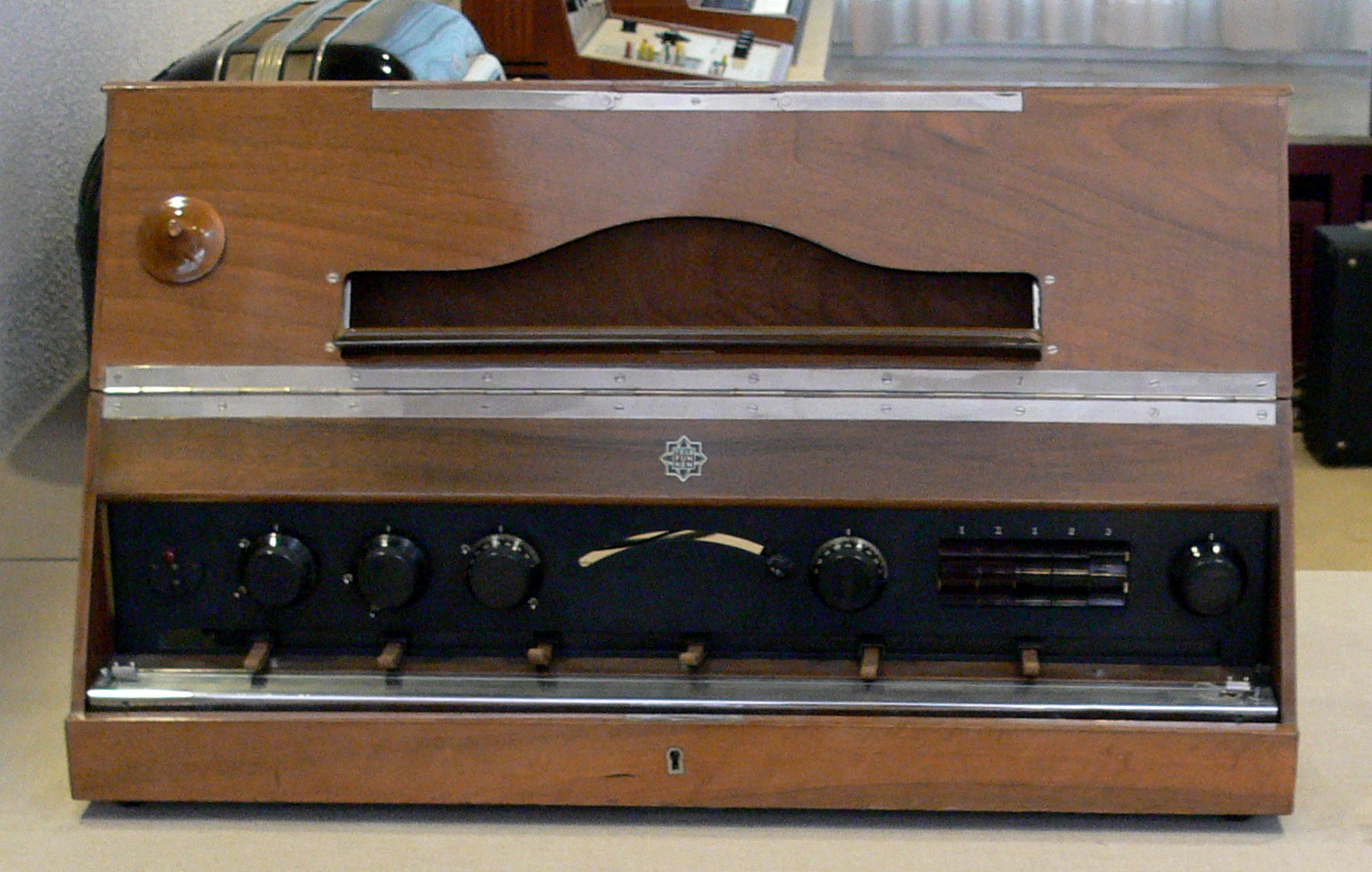
市販版トラウトニウムのVolkstrautonium（1933～1934年、ベルリン楽器博物館（英語版））
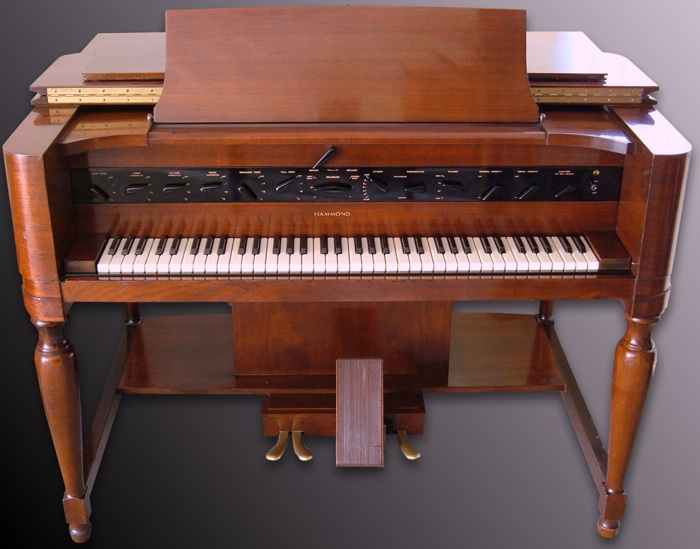
ハモンド・ノバコード（1939年、Hollow Sun修復）
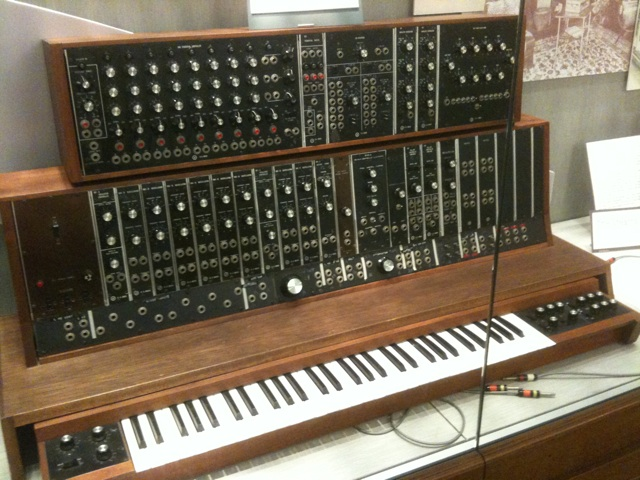
最初期の市販モーグ・シンセサイザー（1964年、ミシガン大学スターンズ・コレクション（英語版））
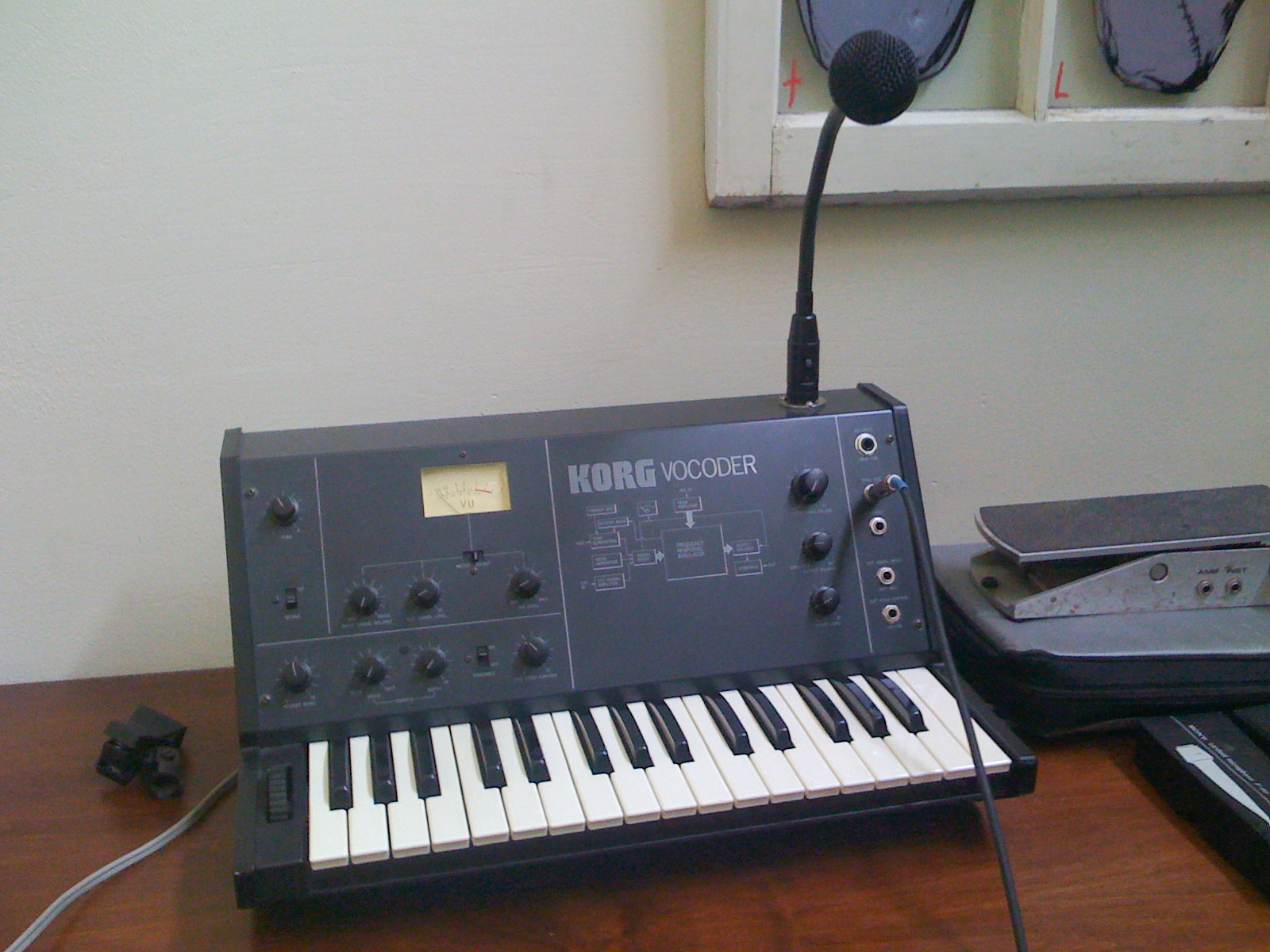
コルグ・VC-10（1978年）
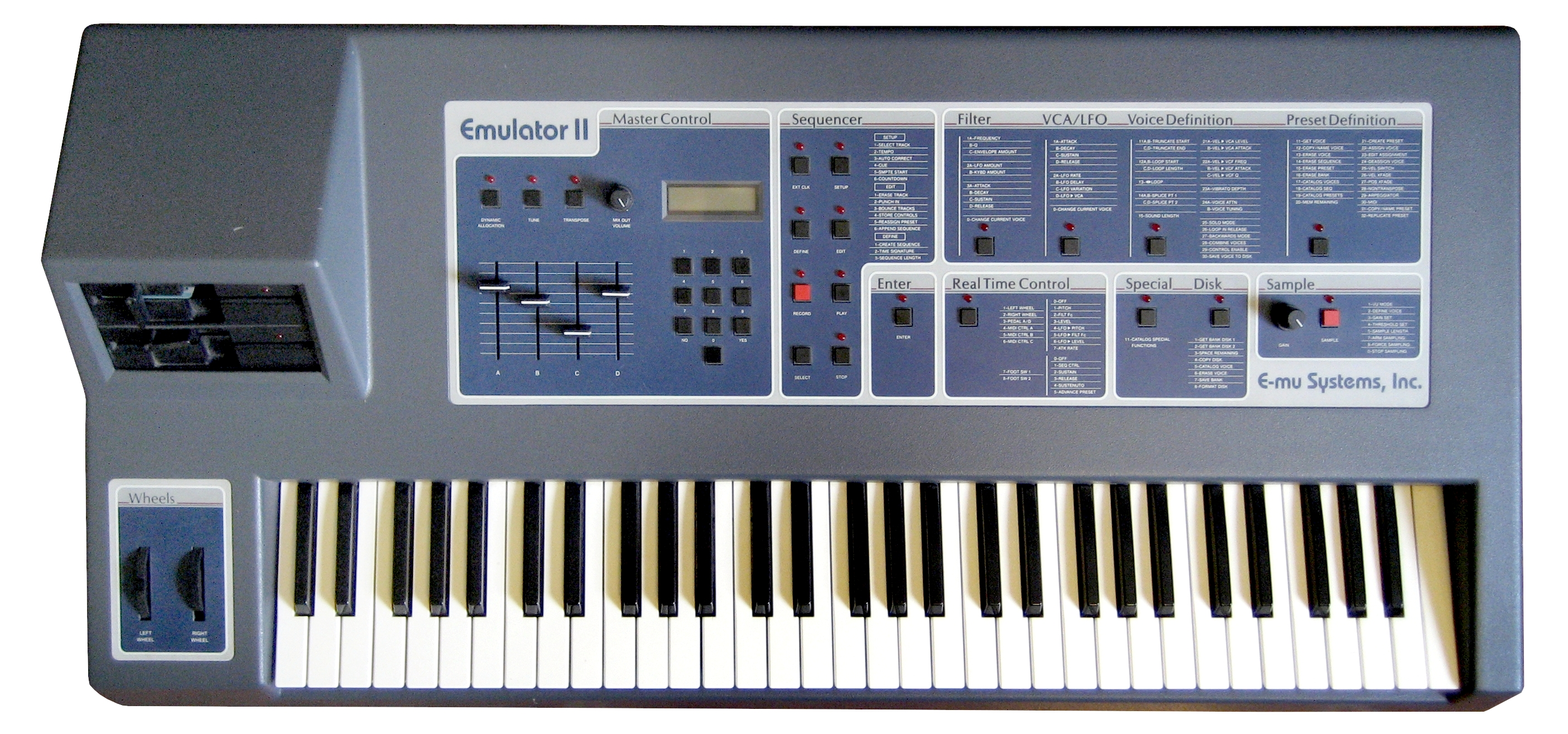
E-mu Emulator II（1984年）